# Lindenberg! Mach dein Ding
Pour plus de détails, voir Fiche technique et Distribution.
Lindenberg! Mach dein Ding (en français, Lindenberg ! Fais ton truc) est un film allemand réalisé par Hermine Huntgeburth sorti en 2020.
Le film raconte la jeunesse et le début de la carrière du chanteur de rock allemand Udo Lindenberg, incarné par Jan Bülow.

## Synopsis
Udo est enthousiaste à l'idée de jouer du tambour dans son enfance. La famille souffre de la dépendance à l'alcool du père. Udo fait un apprentissage de serveur afin de pouvoir ensuite prendre la mer. Avec son pote, le bassiste Steffi Stephan, il s'amuse à Hambourg. Il a des engagements en tant que batteur dans des groupes de jazz et quelques emplois en studio. Un collègue musicien lui donne un emploi dans un groupe pour le divertissement des troupes américaines en Libye.
De retour à Hambourg, Udo joue dans un groupe de rock dans le bar musical Onkel Pö. Alors que leur chef rejette l'offre d'un contrat record, Udo voit sa chance et se recommande à Mattheisen, découvreur de talents chez Teldec. Adolescent, il avait déjà pour objectif d'avoir son propre groupe, ce qu'il n'a jamais perdu de vue. Mattheisen pense que l'on ne peut réussir qu'avec des chansons rock en anglais. Cependant, le premier album en anglais échoue. Enfin, Udo enregistre un succès avec la chanson Hoch im Norden en face B. Lindenberg négocie une avance importante avec Mattheisen. Lorsque Steffi quitte temporairement après un conflit avec Udo, sa carrière est en danger. Au pub, le travesti Butterfly lui conseille d'être lui-même et de montrer ses sentiments. Lindenberg chante en solo Mädchen aus Ost-Berlin. Steffi apparaît au dernier moment pour le concert à Hambourg qui est important pour sa carrière, et malgré la chute de Lindenberg liée à l'alcool au début, le concert devient un triomphe.

## Fiche technique
- Titre : Lindenberg! Mach dein Ding
- Réalisation : Hermine Huntgeburth assistée de Hellmut Fulss et d'Ulrike von Gawlowski
- Scénario : Alexander M. Rümelin (de), Christian Lyra (de), Sebastian Wehlings (de)
- Musique : Oliver Biehler (de)
- Direction artistique : Bettina Schmidt
- Costumes : Sabine Böbbis
- Photographie : Sebastian Edschmid
- Son : Kai Lüde
- Montage : Ueli Christen, Eva Schnare (de)
- Production : Michael Lehmann, Johannes Pollmann (de), Günther Russ
- Sociétés de production : Letterbox Filmproduktion
- Société de distribution : DCM Film Distribution
- Pays de production :  Allemagne
- Langue : allemand
- Format : Couleur - DCP CinemaScope - Dolby Digital
- Genre : Biographie
- Durée : 139 minutes
- Dates de sortie :
  - Allemagne : 16 janvier 2020.
  - Autriche : 17 janvier 2020.

## Distribution
- Jan Bülow : Udo Lindenberg
- Detlev Buck : Mattheisen
- Max von der Groeben : Steffi Stephan
- Charly Hübner : Gustav, le père
- Julia Jentsch : Hermine, la mère
- Ella Rumpf : Susanne
- Ruby O. Fee : Paula
- Saskia Rosendahl : Petra
- Christoph Letkowski : Hans
- Martin Brambach (de) : Herm
- Jeanette Hain : Mme Langschmidt
- Leonard Kunz (de) : Karl Allaut
- Johann Jürgens : Joachim
- Claude Heinrich : Udo adolescent
- Julius Weckauf : Clemi adolescent
- Jesse Hansen : Udo enfant
- Benjamin Friedhoff : Erich enfant
- Steffen Jürgens : Ritzig, chef de rang
- Albrecht Ganskopf (de) : Le patron de la maison de disques
- Tim Seyfi (de) : Paulo
- Max Schimmelpfennig (de) : Backi
- Tim Fischer (de) : Butterfly
- Wolfgang Rüter (de) : Un client

## Distinctions

### Récompenses
- Bayerischer Filmpreis 2020 : Meilleur espoir masculin : Jan Bülow
- Deutscher Filmpreis 2020 : meilleurs costumes (Sabine Böbbis), Meilleur maquillage (Astrid Weber, Hannah Fischleder)

### Nominations
- Deutscher Filmpreis 2020 : meilleur film, meilleur rôle masculin pour Jan Bülow

## Source de la traduction
- (de) Cet article est partiellement ou en totalité issu de l’article de Wikipédia en allemand intitulé « Lindenberg! Mach dein Ding » (voir la liste des auteurs).